# Folklór

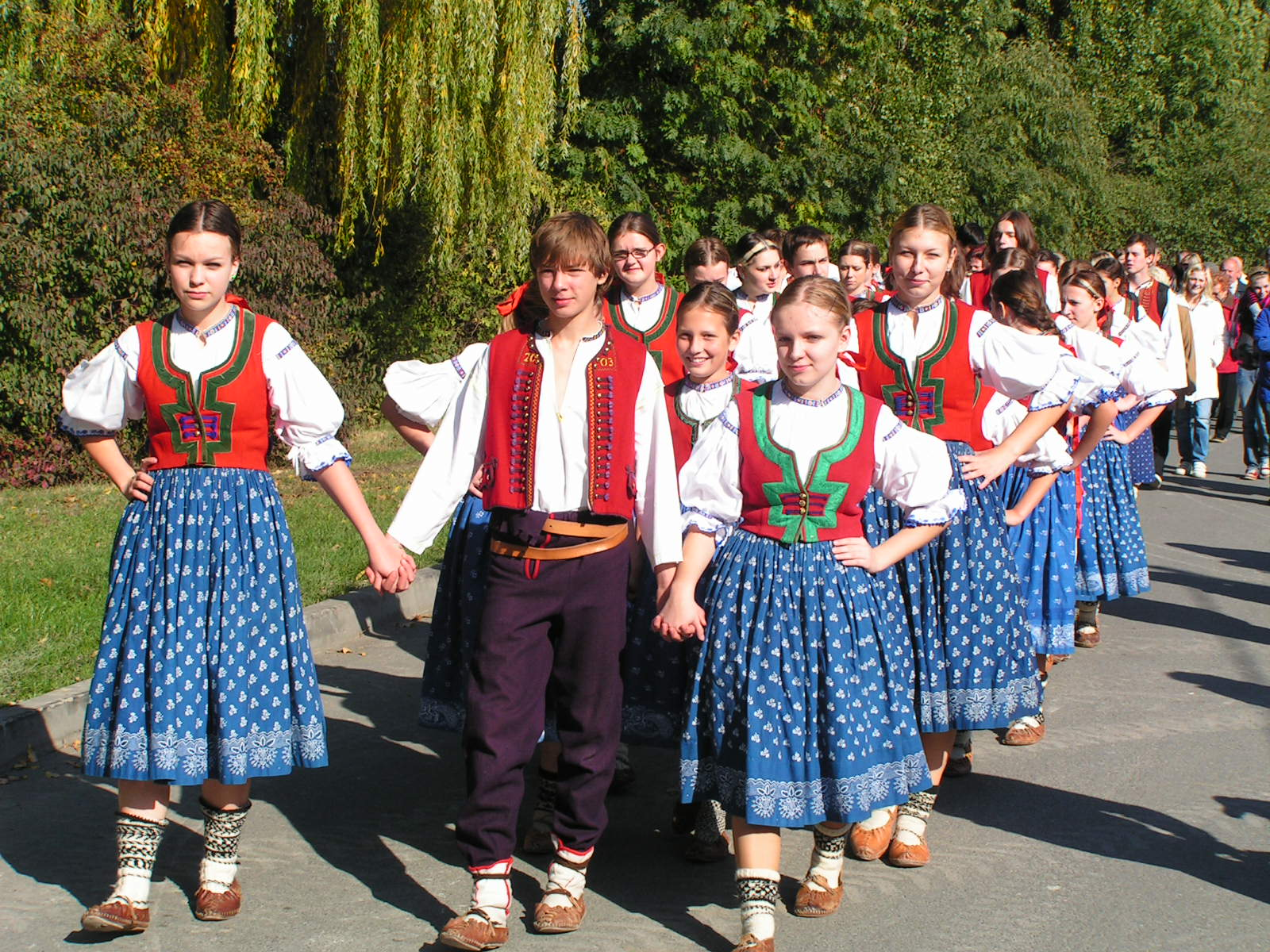
Folklorní soubor Malá Rusava ve valašském lidovém kroji

Folklór či folklor je označení pro osobité hudební, slovesné, taneční a dramatické projevy kultury integrovaných skupin obyvatelstva, například venkovského či městského. Mezi folklór je přirozeně zahrnována i lidová hmotná a zvykoslovná kultura. S odstupem času se ukázalo, že je nezbytné z hlediska folklóru zkoumat i soudobé lidové projevy. Studiem folklóru se zabývá folkloristika, etnografie a zprostředkovaně také historie umění včetně architektury a designu. O udržování lokálních historických kulturních zvyklostí se často starají folklorní soubory. Vystupují mj. na folklorních festivalech. Festivaly v Čechách a na Moravě nejsou patrně tak časté jako například na Slovensku, v Polsku nebo Srbsku.

## Charakteristika
Pojem poprvé použil britský bibliograf William Thoms roku 1846 jako název článku v časopise The Athanaeum. Je složen z anglických slov folk „lid“ a lore „tradice, znalosti“ a původně se jako folklór označovala lidová kultura jako celek. Například ve Francii a Itálii se tento pojem používá stále i pro hmotnou lidovou kulturu. Často je také folklór ztotožňován s lidovou slovesností, ta však tvoří část folklóru.
Folklorní obřady nebo zvyky se týkají celé řady různých událostí. Často se věnují tomu, co se odehrává v průběhu roku (dožínky, posvícení, Vánoce, Velikonoce), nebo v průběhu lidského života (narození, svatba, pohřeb).
Folklorní projevy začaly mizet s nástupem moderní techniky; jakmile se začalo šířit umění a zapsaný text, který lidé už uměli číst, nebyl již prostor pro vlastní lidovou tvorbu. V těchto dobách (19. století) se řada badatelů pokoušela dokumentovat folklorní zvyky z odlehlejších koutů Evropy nebo své země. Jejich práce jednak přispěly k základu folkloristiky a etnologie, jednak k pozvednutí povědomí o venkovu. Pokud byla vesnice vnímána jako zavrženíhodné místo, řada obrozenců a kulturně činných osob ve svém přesvědčení obrátila. Pro Evropu 19. století byly lidové motivy z hor, selského prostředí nebo vzdálených míst něčím novým, neznámým a vzbudily velký ohlas. Bohatství lidových zvyků začalo být chápáno jako národní dědictví, se kterým se snadno mohly početné rodící se národy (včetně českého) dobře ztotožnit.
Pojmem folklór se chápe zejména tzv. rekonstruovaný (stylizovaný) folklór zahrnující naučené texty a rituály, stylově rozvíjené a prezentované v záměrně uspořádaných situacích (např. kapely hrající na tradiční nástroje, vokální a taneční skupiny). Populární se staly i slovanské písně a například v Polsku patří k oblíbeným soubor Mazowsze, který vznikl po druhé světové válce a který se proslavil i zahraničí.
Zatímco historický folklór vnímáme převážně harmonicky, soudobá lidová tvorba na nás působí často jako pokleslá až kýčovitá. Je tomu tak mj. proto, že současný lidový autor již nevychází ze silné identity svého etnika a tvoří pod vlivem rychle se střídajících kulturních podnětů z celého světa, které není často v jeho silách harmonicky integrovat. V soudobé lidové tvorbě jde také často o zplanělé profesionální formy vycházející právě z módy.
Folklor se projevuje i v hmotném vyjádření – jako malířství, architektura, textil, šperky a jiné rukodělné výrobky, oblékání nebo i gastronomie. Nemalému počtu umělců sloužil právě folklór jako významná inspirace vlastní tvorby (např. Antonín Dvořák a opery Rusalka nebo Čert a Káča).
Řada folklorních námětů z ústního projevu se stala základem později úspěšných pohádek, románů či filmů; oblíbené jsou rovněž báje a pověsti.

### Jazyková příručka
Folklór: lidová kultura (folklorní: z lidového prostředí, z lidové tradice; s námětem z lidového prostředí, s námětem z lidové tradice). Někdy část lidové kultury, tedy lidový slovesný projev nebo hudební projev nebo dramatický projev nebo taneční projev nebo hmotná kultura (lidová slovesnost, lidová hudba, lidové divadlo, lidový tanec, výrobky lidu, lidová architektura…)…
V přeneseném významu, v nadsázce, zejména v médiích: historky a tradovaná („opakovaná“, „opakující se“) vyprávění vázaná k určitému společenskému prostředí (pivní folklór, rybářský folklór, studentský folklór aj.); opakující se, stereotypní projevy ve společenském chování (předvolební folklór, politický folklór…).

## V beletrii
V beletrii se hodnotou folklóru (a také jeho úpadkem v někdejší socialistické společnosti) zabývá například Milan Kundera v románu Žert, napsaném v roce 1965.

#### Lidové zvyky v regionech
- DUŠEK, Libor. Lidové zvyky Krkonoš. Vrchlabí: Správa Krkonošského národního parku, 2015. 49 s. ISBN 978-80-87706-71-8.
- GALBIČKOVÁ, Jana. Lidové zvyky a tradice Podorlicka. [Týniště nad Orlicí]: Galbičková Jana, 2013. 196 s. ISBN 978-80-904485-7-5.
- CHALOUPKA, Miroslav. Lidové zvyky a obyčeje našich předků, aneb, Jaký býval v minulosti rok na Dobré. Velká Dobrá: pro obec Velká Dobrá vydal Dr. Josef Ženka st., 2017. 84 s. ISBN 978-80-88082-07-1.
- KREJČÍ, Pavel. Lidové zvyky a zábavy na venkově. Hořice: František Erbert, 1948. 32 nečísl. s., 2 listy obr. příloh.
- KRUŽÍK, Jan a REICHMAN, Stanislav. Lidové zvyky a slavnosti na Podluží. Břeclav: Okresní kulturní středisko, 1982. 100 s.
- ŘEHOUNEK, Jan. …aby nás Pán Bůh zachovati ráčil…: lidové svátky, oslavy a obyčeje ve středním Polabí: Hromnice, Masopust, Velikonoce, Čarodejnice, Máje, Posvícení, Advent, Vánoce. Nymburk: Jan Řehounek – Kaplanka, 2015. 130 s. ISBN 978-80-87523-10-0.
- SASSMANN, Alois a kol. Lidové zvyky a obyčeje na Novohradsku; Masopust na Novohradsku. Nové Hrady: Město Nové Hrady, [2019?]. 42 s.
- STUDNICKI, Grzegorz. Lidové zvyky a obyčeje na Těšínském Slezsku = Obrzędowość doroczna i rodzinna na Śląsku Cieszyńskim. [Bystřice nad Olší]: Ducatus Teschinensis ve spolupráci s Muzeem Śląska Cieszyńskiego, 2011. 135 s. ISBN 978-80-260-1249-8.
- ŠEBELA, Jan. Lidové zvyky a obyčeje na Českotřebovsku. V České Třebové: Městské muzeum, 1999. 14 s. Vlastivědné zajímavosti Českotřebovska, sv. 13. ISBN 80-238-5131-4.
- THEIMER, Johann. Lidové zvyky a obyčeje Moravskoberounska. Moravský Beroun: Město Moravský Beroun ve spolupráci se Zemským archivem v Opavě – Státním okresním archivem Bruntál se sídlem v Krnově, 2014. 71 s. ISBN 978-80-87632-17-8.
- VELEBNÁ, Eva a MAYER, Karel. Lidové zvyky a obyčeje v křesťanském roce. Úvaly u Prahy: Albra, 1996. 47 s. ISBN 80-238-0570-3.
- VOBOŘILOVÁ, Miroslava. Lidové zvyky a obyčeje ve Rtyni v Podkrkonoší. [S. l.]: [s. n.], [19-- ]. 1 sv. [Vlastník: Muzeum Podkrkonoší Trutnov.]

#### Časopis Roots, lidové zvyky
- MORROWINDOVÁ, Wookie [ČAVOJCOVÁ, Markéta]. Lidové zvyky a obyčeje na měsíc leden. Časopis Roots [online]. 4. prosince, 2016 [cit. 21. 2. 2023]. ISSN 2571-2306. Dostupné z: https://casopisroots.cz/lidove-zvyky-leden/
- MORROWINDOVÁ, Wookie. Lidové zvyky a obyčeje na měsíc únor. Časopis Roots [online]. 30. ledna 2017 [cit. 21. 2. 2023]. ISSN 2571-2306. Dostupné z: https://casopisroots.cz/lidove-zvyky-a-obyceje-na-mesic-unor/
- MORROWINDOVÁ, Wookie. Lidové zvyky a obyčeje na měsíc březen. Časopis Roots [online]. 22. února 2017 [cit. 21. 2. 2023]. ISSN 2571-2306. Dostupné z: https://casopisroots.cz/lidove-zvyky-a-obyceje-na-mesic-brezen/
- MORROWINDOVÁ, Wookie. Lidové zvyky a obyčeje na měsíc duben. Časopis Roots [online]. 22. března 2017 [cit. 21. 2. 2023]. ISSN 2571-2306. Dostupné z: https://casopisroots.cz/lidove-zvyky-a-obyceje-na-mesic-duben/
- MORROWINDOVÁ, Wookie. Lidové zvyky a obyčeje na měsíc květen. Časopis Roots [online]. 22. dubna 2017 [cit. 21. 2. 2023]. ISSN 2571-2306. Dostupné z: https://casopisroots.cz/lidove-zvyky-a-obyceje-na-mesic-kveten/
- MORROWINDOVÁ, Wookie. Lidové zvyky a obyčeje na měsíc červen. Časopis Roots [online]. 30. května 2017 [cit. 21. 2. 2023]. ISSN 2571-2306. Dostupné z: https://casopisroots.cz/lidove-zvyky-a-obyceje-na-mesic-cerven/
- MORROWINDOVÁ, Wookie. Lidové zvyky a obyčeje na měsíc červenec. Časopis Roots [online]. 13. července 2017 [cit. 21. 2. 2023]. ISSN 2571-2306. Dostupné z: https://casopisroots.cz/lidove-zvyky-a-obyceje-na-mesic-cervenec/
- MORROWINDOVÁ, Wookie. Lidové zvyky a obyčeje na měsíc srpen. Časopis Roots [online]. 9. srpna 2017 [cit. 21. 2. 2023]. Dostupné z: https://casopisroots.cz/lidove-zvyky-a-obyceje-na-mesic-srpen/
- MORROWINDOVÁ, Wookie. Lidové zvyky a obyčeje na měsíc září. Časopis Roots [online]. 26. září 2017 [cit. 21. 2. 2023]. ISSN 2571-2306. Dostupné z: https://casopisroots.cz/lidove-zvyky-a-obyceje-na-mesic-zari/
- [Měsíce říjen, listopad, prosinec mají nižší kvalitu.]
- REDAKCE. Lidové zvyky a obyčeje na měsíc říjen. Časopis Roots [online].  [cit. 21. 2. 2023]. ISSN 2571-2306. Dostupné z: https://casopisroots.cz/zvyky-rijen/
- REDAKCE a MORROWINDOVÁ, Wookie. Lidové zvyky a obyčeje na měsíc listopad. Časopis Roots [online]. 25. října, 2016 [cit. 21. 2. 2023]. ISSN 2571-2306. Dostupné z: https://casopisroots.cz/lidove-zvyky-obyceje-na-mesic-listopad/
- REDAKCE [a MORROWINDOVÁ, Wookie]. Lidové zvyky a obyčeje na měsíc prosinec. Časopis Roots [online]. 28. listopadu, 2016. [cit. 21. 2. 2023]. ISSN 2571-2306. Dostupné z: https://casopisroots.cz/lidove-zvyky-prosinec/